# Дом у озера (фильм, 2006)
«Дом у озера» (англ. The Lake House) — ремейк корейского фильма «Домик у моря» (2000), мелодрама с элементами фэнтези 2006 года аргентинского режиссёра Алехандро Агрести, его дебют в голливудском кино.

## Сюжет
Кейт Форстер — молодая одинокая женщина, врач, которая зимой 2006 года после расставания со своим молодым человеком решает съехать из арендуемого на озере дома со стеклянными стенами и перебраться в Чикаго, поближе к новой работе. В качестве приветствия следующему арендатору она оставляет в почтовом ящике письмо, в котором извиняется за отпечатки собачьих лап на мостике к дому и пыльную коробку на чердаке. В 2004 году это письмо обнаруживает архитектор Алекс Уайлер. Дом заброшен. Алекс не понимает, о чём пишет незнакомка, ведь нет ни отпечатков лап на мосту, ни старого хлама на чердаке. Откуда ни возьмись появляется пёс, который тут же пачкает свои лапы в краске, которой Алекс красил перила моста, и оставляет следы на деревянных досках. Алекс оставляет письмо в том же почтовом ящике. В Валентинов день 2006 года Кейт становится свидетелем аварии, в которой погиб незнакомый парень. Кейт безуспешно пытается спасти его, но парень умирает у неё на руках. Коллега советует ей посетить то место, где Кейт было хорошо. Это заставляет её вернуться к дому у озера. Она проверяет почтовый ящик и находит письмо от Алекса.
Герои понимают, что они родственные души, но, как оказывается, они разделены двумя годами времени, хотя и находятся в одном и том же месте. Письма — их единственное средство общения. Флажок на почтовом ящике говорит каждому из них, что внутри очередное сообщение. Оказывается, что у них общая собака: та самая дворняга, оставившая следы на мостике. Алекс находит книгу, которую Кейт потеряла на вокзале два года назад. Кейт гуляет по местам, отмеченным Алексом на карте города, оставленной в почтовом ящике. Алекс даже мимолётно встречает Кейт на вечеринке, но она ещё не знает о его существовании. Наконец пара решает назначить свидание в марте 2007 года. Кейт безнадёжно ждёт весь вечер в ресторане, но Алекс так и не появляется. Кейт просит больше ей не писать и пытается начать жить реальной жизнью. Алекс покидает дом у озера, чтобы Кейт смогла поселиться в нём. Перебирая записки, Алекс находит одну из них, где Кейт упоминает, что в Валентинов день в 2006 году она будет на площади Дилэй Плаза в Чикаго, и решает встретиться с ней.
В 2008 году Кейт приходит в архитекторскую фирму и замечает на стене рисунок знакомого дома у озера. Владелец Генри Уайлер говорит ей, что эскиз нарисовал его брат Алекс, погибший в автомобильной аварии два года назад. Кейт понимает что это был «её» Алекс, бросается к дому и срочно пишет записку, умоляя, чтобы Алекс не приближался к ней в 2006 году и подождал её ещё два года. В 2006 году через дорогу на площади Алекс видит Кейт и останавливается, подчиняясь её просьбе. Он получил последнюю записку. Кейт в слезах на коленях ждёт возле почтового ящика, и наконец флажок опускается. На дороге возле дома появляется тот самый зелёный фургон, на котором в начале картины подъехал к дому Алекс. Он выходит из машины. Влюблённые соединяются в поцелуе.

## В ролях
- Киану Ривз — Алекс Уайлер
- Сандра Буллок — Кейт Форстер
- Кристофер Пламмер — Саймон Уайлер
- Эбон Мосс-Бакрак — Генри Уайлер
- Шохре Агдашлу — Анна Клижински
- Дилан Уолш — Морган
- Виллеке ван Аммелроой — мать Кейт
- Линн Коллинз — Мона

## Производство
Съёмки начались в марте 2005 года. Сам дом у озера был построен на территории лесного заповедника Мэйпл-Лейк-Форест, располагающегося в юго-западном пригороде Чикаго.

## Прокат фильма и оценки критики
Картина дебютировала в американском прокате 16 июня 2006 года (в России — 10 августа) с результатом более 13 млн долларов США. Мировые кассовые сборы «Дома у озера» составили около 114 млн долларов, что при бюджете в 40 млн рассматривается как успех. Однако зрительский интерес к фильму никак не отозвался на реакции американских критиков, которые обрушились на нелогичность сюжета и событийные нестыковки в истории. Из наиболее видных критиков США только Роджер Эберт выступил в поддержку фильма, подчеркнув, что картину нужно воспринимать эмоциональной логикой, а не пытаться объяснить происходящее с героями обычным разумом. Российская критика оказалась более благосклонна к фильму. Лидия Маслова в газете «Коммерсантъ» написала, что в «Доме у озера» есть «такое амбивалентное, горько-сладкое сожаление о непоправимом, которое легко поправить, такой отчаянный порыв к невозможному, которое не только возможно, но и неизбежно». Клаудия Пуч, пишущая для USA Today, сказала, что «Дом у озера» был «одним из самых сбивающих с толку фильмов последних лет», и считает, что его предпосылка «не имеет смысла, независимо от того, как вы переворачиваете его в своей голове. Он пытается быть романом, тайной путешествия во времени и размышлением об одиночестве, но не преуспевает ни в одном из трех».

## Факты
- Рабочим названием фильма долгое время оставалось «Il Mare». В фильме это итальянское слово, означающее «море», используется для названия ресторана, где Алекс назначает встречу Кейт через два года.
- Героиня Буллок дважды смотрит один и тот же фильм — «Дурная слава» Альфреда Хичкока с участием Ингрид Бергман и Кэри Грантом.
- «Chicago City Hospital» — вымышленное название. Сцены в госпитале снимались в Wyler’s Children’s Hospital University of Chicago Medical Complex. Фамилия Алекса, Генри и их отца Саймона — Wyler.
- Первоначально на роль главного героя планировался Джон Кьюсак[10].